# Herculis 2021
Das  Herculis 2021 war ein Leichtathletik-Meeting, welches am 9. Juli im Stade Louis II in Monaco stattfand und Teil der Diamond League war.

## Ergebnisse

### Männer

#### 100 m
| Platz | Athlet          | Land | Zeit (s) |
| ----- | --------------- | ---- | -------- |
| 1     | Ronnie Baker    | USA  | 09,91    |
| 2     | Akani Simbine   | RSA  | 09,98    |
| 3     | Marcell Jacobs  | ITA  | 09,99    |
| 4     | Andre De Grasse | CAN  | 10,00    |
| 5     | Trayvon Bromell | USA  | 10,01    |
| 6     | Fred Kerley     | USA  | 10,15    |
| 7     | Filippo Tortu   | ITA  | 10,17 SB |
|       | Jimmy Vicaut    | FRA  | DSQ      |

Wind: +0,3 m/s

#### 800 m
| Platz | Athlet                       | Land | Zeit (min) |
| ----- | ---------------------------- | ---- | ---------- |
| 1     | Nijel Amos                   | BOT  | 1:42,91 WL |
| 2     | Emmanuel Korir               | KEN  | 1:43,04 SB |
| 3     | Marco Arop                   | CAN  | 1:43,26 PB |
| 4     | Ferguson Cheruiyot Rotich    | KEN  | 1:43,57 SB |
| 5     | Elliot Giles                 | GBR  | 1:44,07    |
| 6     | Patryk Dobek                 | POL  | 1:44,28    |
| 7     | Clayton Murphy               | USA  | 1:44,41    |
| 8     | Amel Tuka                    | BIH  | 1:44,85    |
| 9     | Gabriel Tual                 | FRA  | 1:45,08    |
| 10    | Benjamin Robert              | FRA  | 1:46,75    |
| 11    | Bryce Hoppel                 | USA  | 1:47,74    |
|       | Patryk Sieradzki (Pacemaker) | POL  | DNF        |

#### 1500 m
| Platz                     | Athlet                   | Land | Zeit (min)    |
| ------------------------- | ------------------------ | ---- | ------------- |
| 1                         | Timothy Cheruiyot        | KEN  | 3:28,28 WL PB |
| 2                         | Mohamed Katir            | ESP  | 3:28,76 NR    |
| 3                         | Jakob Ingebrigtsen       | NOR  | 3:29,25 SB    |
| 4                         | Stewart McSweyn          | AUS  | 3:29,51 AR    |
| 5                         | Charles Cheboi Simotwo   | KEN  | 3:30,30 PB    |
| 6                         | Marcin Lewandowski       | POL  | 3:30,42 NR    |
| 7                         | Samuel Tefera            | ETH  | 3:30,71 PB    |
| 8                         | Azeddine Habz            | FRA  | 3:31,74 PB    |
| 9                         | Melese Nberet            | ETH  | 3:31,82 PB    |
| 10                        | Filip Ingebrigtsen       | NOR  | 3:32,23 SB    |
| 11                        | Baptiste Mischler        | FRA  | 3:32,42 PB    |
| 12                        | Jye Edwards              | AUS  | 3:33,23       |
| 12                        | Adam Ali Mousab          | QAT  | 3:35,57       |
|                           | Timothy Sein (Pacemaker) | KEN  | DNF           |
| Erik Sowinski (Pacemaker) | USA                      | DNF  |               |

#### 400 m Hürden
| Platz | Athlet            | Land | Zeit (s) |
| ----- | ----------------- | ---- | -------- |
| 1     | Karsten Warholm   | NOR  | 47,08 MR |
| 2     | Alison dos Santos | BRA  | 47,51    |
| 3     | Rasmus Mägi       | EST  | 48,83    |
| 4     | Constantin Preis  | GER  | 49,49    |
| 5     | Wilfried Happio   | FRA  | 49,66    |
| 5     | Chris McAlister   | GBR  | 49,98    |
|       | Aldrich Bailey    | USA  | DNF      |

#### 3000 m Hindernis
| Platz | Athlet                 | Land | Zeit (min) |
| ----- | ---------------------- | ---- | ---------- |
| 1     | Lamecha Girma          | ETH  | 8:07,75 WL |
| 2     | Abraham Kibiwot        | KEN  | 8:07,81 SB |
| 3     | Djilali Bedrani        | FRA  | 8:11,17 SB |
| 4     | Mehdi Belhadj          | FRA  | 8:12,43 PB |
| 5     | Hillary Bor            | USA  | 8:14,69 SB |
| 6     | Ahmed Abdelwahed       | ITA  | 8:14,86    |
| 7     | Benjamin Kigen         | ETH  | 8:15,09 SB |
| 8     | Tadese Takele          | ETH  | 8:15,12    |
| 9     | Benard Keter           | USA  | 8:18,53 PB |
| 10    | Alexis Phelut          | FRA  | 8:20,51    |
| 11    | Daniel Arce            | ESP  | 8:20,91    |
| 12    | Mark Pearce            | GBR  | 8:34,04    |
|       | Amos Kirui (Pacemaker) | KEN  | DNF        |

#### Hochsprung
| Platz | Athlet            | Land | Höhe (m) |
| ----- | ----------------- | ---- | -------- |
| 1     | Michail Akimenko  | ANA  | 2,32     |
| 2     | Django Lovett     | BEL  | 2,29     |
| 3     | Maksim Nedassekau | BLR  | 2,25     |
| 4     | Ilja Iwanjuk      | ANA  | 2,25     |
| 4     | Andrij Prozenko   | UKR  | 2,25     |
| 6     | Brandon Starc     | AUS  | 2,21     |
| 7     | Gianmarco Tamberi | ITA  | 2,21     |
| 8     | Marco Fassinotti  | AUS  | 2,21     |

#### Weitsprung
| Platz | Athlet              | Land | Weite (m) |
| ----- | ------------------- | ---- | --------- |
| 1     | Miltiadis Tendoglou | GRC  | 8,24      |
| 2     | Tajay Gayle         | JAM  | 8,29 SB   |
| 3     | Thobias Montler     | SWE  | 8,27 PB   |
| 4     | Marquis Dendy       | USA  | 7,99      |
| 5     | Ruswahl Samaai      | RSA  | 7,95      |
| 6     | Filippo Randazzo    | ITA  | 7,92      |
| 7     | Kevin Mayer         | FRA  | 7,35 SB   |

### Frauen

#### 200 m
| Platz | Athletin                | Land | Zeit (s) |
| ----- | ----------------------- | ---- | -------- |
| 1     | Shaunae Miller-Uibo     | BAH  | 22,23    |
| 2     | Marie-Josée Ta Lou      | CIV  | 22,25 SB |
| 3     | Shelly-Ann Fraser-Pryce | JAM  | 22,48    |
| 4     | Mujinga Kambundji       | SUI  | 22,75    |
| 5     | Dezerea Bryant          | USA  | 22,79    |
| 6     | Tamara Clark            | USA  | 22,95    |
| 7     | Blessing Okagbare       | NGR  | 22,98    |

Wind: +0,7 m/s

#### 800 m
| Platz | Athletin                   | Land | Zeit (min) |
| ----- | -------------------------- | ---- | ---------- |
| 1     | Laura Muir                 | GBR  | 1:56,73 PB |
| 2     | Jemma Reekie               | GBR  | 1:56,96 PB |
| 3     | Kate Grace                 | USA  | 1:57,20 PB |
| 4     | Natoya Goule               | JAM  | 1:57,35    |
| 5     | Habitam Alemu              | ETH  | 1:57,71 SB |
| 6     | Rénelle Lamote             | FRA  | 1:57,98 PB |
| 7     | Halimah Nakaayi            | UGA  | 1:58,03 NR |
| 8     | Catriona Bisset            | AUS  | 1:58,42    |
| 9     | Rose Mary Almanza          | CUB  | 1:58,51    |
|       | Sahily Diago (Pacemakerin) | CUB  | DNF        |

#### 1500 m
| Platz | Athletin                     | Land | Zeit (min)    |
| ----- | ---------------------------- | ---- | ------------- |
| 1     | Faith Kipyegon               | KEN  | 3:51,07 WL NR |
| 2     | Sifan Hassan                 | NED  | 3:53,60 SB    |
| 3     | Freweyni Gebreezibeher       | ETH  | 3:56,28 PB    |
| 4     | Winnie Nanyondo              | UGA  | 4:01,18       |
| 5     | Ciara Mageean                | IRL  | 4:02,48 SB    |
| 6     | Esther Guerrero              | ESP  | 4:02,53       |
| 7     | Winny Chebet                 | KEN  | 4:02,77 SB    |
| 8     | Aurore Fleury                | FRA  | 4:03,35 PB    |
| 9     | Hanna Klein                  | GER  | 4:03,42       |
| 10    | Heather MacLean              | USA  | 4:03,63       |
| 11    | Cory McGee                   | USA  | 4:04,20       |
| 12    | Sara Benfares                | GER  | 4:07,30 PB    |
|       | Chanelle Price (Pacemakerin) | USA  | DNF           |

#### 3000 m Hindernis
| Platz                       | Athletin                | Land | Zeit (min) |
| --------------------------- | ----------------------- | ---- | ---------- |
| 1                           | Hyvin Kiyeng            | KEN  | 9:03,82 SB |
| 2                           | Beatrice Chepkoech      | KEN  | 9:04,94 SB |
| 3                           | Winfred Mutile Yavi     | BHR  | 9:05,45    |
| 4                           | Emma Coburn             | USA  | 9:09,02    |
| 5                           | Gesa Felicitas Krause   | GER  | 9:15,03    |
| 6                           | Genevieve Gregson       | AUS  | 9:17,81 SB |
| 7                           | Elizabeth Bird          | GBR  | 9:22,80 NR |
| 8                           | Lomi Muleta             | ETH  | 9:22,84    |
| 9                           | Irene Sánchez-Escribano | ESP  | 9:33,72    |
|                             | Purity Kirui            | KEN  | DNF        |
| Fancy Cherono (Pacemakerin) | KEN                     | DNF  |            |

#### Stabhochsprung
| Platz         | Athletin            | Land | Höhe (m) |
| ------------- | ------------------- | ---- | -------- |
| 1             | Katie Nageotte      | USA  | 1,98 SB  |
| 2             | Anschelika Sidorowa | ANA  | 4,80     |
| 3             | Katerina Stefanidi  | GRC  | 4,80 =SB |
| 4             | Holly Bradshaw      | GBR  | 4,70     |
| 5             | Iryna Schuk         | BLR  | 4,70     |
| 6             | Sandi Morris        | USA  | 4,50     |
| 6             | Angelica Moser      | SUI  | 4,50     |
| 6             | Tina Šutej          | SVN  | 4,50     |
|               | Roberta Bruni       | ITA  | NH       |
| Polina Knoros | ANA                 | NH   |          |

#### Dreisprung
| Platz | Athletin               | Land | Weite (m) |
| ----- | ---------------------- | ---- | --------- |
| 1     | Shanieka Ricketts      | JAM  | 14,75     |
| 2     | Yulimar Rojas          | VEN  | 15,12     |
| 3     | Patrícia Mamona        | POR  | 14,66 NR  |
| 4     | Ana Peleteiro          | ESP  | 14,57     |
| 5     | Kimberly Williams      | JAM  | 14,50     |
| 6     | Senni Salminen         | FIN  | 14,34     |
| 7     | Paraskevi Papachristou | GRC  | 14,25 SB  |
| 8     | Núbia Soares           | BRA  | 14,11     |
| 8     | Dariya Derkach         | ITA  | 13,81     |

#### Speerwurf
| Platz | Athletin               | Land | Weite (m) |
| ----- | ---------------------- | ---- | --------- |
| 1     | Barbora Špotáková      | CZE  | 63,08 SB  |
| 2     | Maria Andrejczyk       | POL  | 63,63     |
| 3     | Christin Hussong       | GER  | 61,65     |
| 4     | Tazzjana Chaladowitsch | BLR  | 59,15     |
| 5     | Elizabeth Gleadle      | CAN  | 58,40     |
| 6     | Nikola Ogrodníková     | CZE  | 56,87     |
| 7     | Victoria Hudson        | AUT  | 56,45     |